# بخش مرکزی شهرستان ترکمانچای
بخش مرکزی، یکی از بخش‌های شهرستان ترکمانچای در استان آذربایجان شرقی ایران است. مرکز این بخش، شهر ترکمانچای است.

## تقسیمات کشوری
- بخش مرکزی شهرستان ترکمانچای
  - دهستان بروانان غربی
  - دهستان اوچ‌تپه غربی
  - دهستان بروانان مرکزی

شهر: ترکمانچای

## جمعیت
بر پایه سرشماری عمومی نفوس و مسکن در سال ۱۳۹۵، جمعیت بخش مرکزی شهرستان ترکمانچای برابر با ۱۵٬۰۳۱ نفر بوده است.